# Mozart (mini-série)
Pour les articles homonymes, voir Mozart (homonymie).
Mozart est une mini-série biographique française sur le musicien Mozart, en coproduction internationale (Italie, Canada, Belgique, Suisse) en six épisodes de 85 minutes chacun, réalisée par Marcel Bluwal.
En Belgique, elle est diffusée à partir du 23 mai 1982 sur RTBF1, en France à partir du 24 octobre 1982 sur TF1, et au Québec à partir du 25 septembre 1983 à la Télévision de Radio-Canada dans Les Beaux Dimanches.

## Synopsis
La vie de Mozart depuis son enfance jusqu'à l'âge adulte.

## Fiche technique
- Titre : Mozart
- Réalisation : Marcel Bluwal
- Scénario : Marcel Bluwal, Félicien Marceau, Jean Mistler et Béatrice Rubinstein
- Musique : Wolfgang Amadeus Mozart
- Conseiller musical : Bruno Monsaingeon
- Directeurs de la photographie : István Hildebrand et René Mathelin
- Son : Maurice Laroche
- Costumes : Sylvie Poulet
- Montage : Geneviève Vaury
- Production : Galaxy Films, RAI Radiotelevisione Italiana, Radio Canada Productions, Radio Télévision Belge Francophone, TF1, Télécip et Télévision Suisse Romande.
- Pays :  France,  Italie,  Canada,  Belgique,  Suisse
- Genre : Fiction historique
- Durée : 6 × 85 minutes
- Date de diffusion :
  - Belgique : 23 mai 1982 sur RTBF1
  - France : 24 octobre 1982 sur TF1
  - Québec : 25 septembre 1983 à la Télévision de Radio-Canada

## Distribution
- Karol Beffa (sous le pseudonyme de Karol Zuber) : Mozart à huit ans
- Jean-François Dichamp : Mozart à douze ans
- Michel Bouquet : Leopold Mozart
- Christoph Bantzer : Mozart adulte
- Martine Chevallier : Constance Mozart
- Madeleine Robinson : Mme Weber
- Michel Aumont : Colloredo
- Jean-Pierre Sentier : Michael Haydn
- Jean-Claude Brialy : Le comte d'Affiglio
- Daniel Ceccaldi : Joseph II
- Carlo Rivolta (it) : Salieri
- Pierre Santini : Schikaneder
- Robert Murzeau : M. Weber
- Arielle Dombasle : Nancy
- Henri Garcin : Prince Lichnowsky
- Pierre Arditi
- Ariane Ascaride
- Jacques Boudet
- Jean-Jacques Moreau
- Stefano Satta Flores : Lorenzo Da Ponte
- Danièle Lebrun : Madame de Tesse